# Bourneville-Sainte-Croix
Bourneville-Sainte-Croix is een gemeente in het Franse departement Eure (regio Normandië). De plaats maakt deel uit van het arrondissement Bernay. Bourneville-Sainte-Croix is op 1 januari 2016 ontstaan door de fusie van de gemeenten Bourneville en Sainte-Croix-sur-Aizier. De gemeente telde 1.297 inwoners op 1 januari 2022.

## Geografie
De oppervlakte van Bourneville-Sainte-Croix bedraagt 15,83 vierkante kilometer; de bevolkingsdichtheid is 81,9 inwoners per km² (per 1 januari 2019).

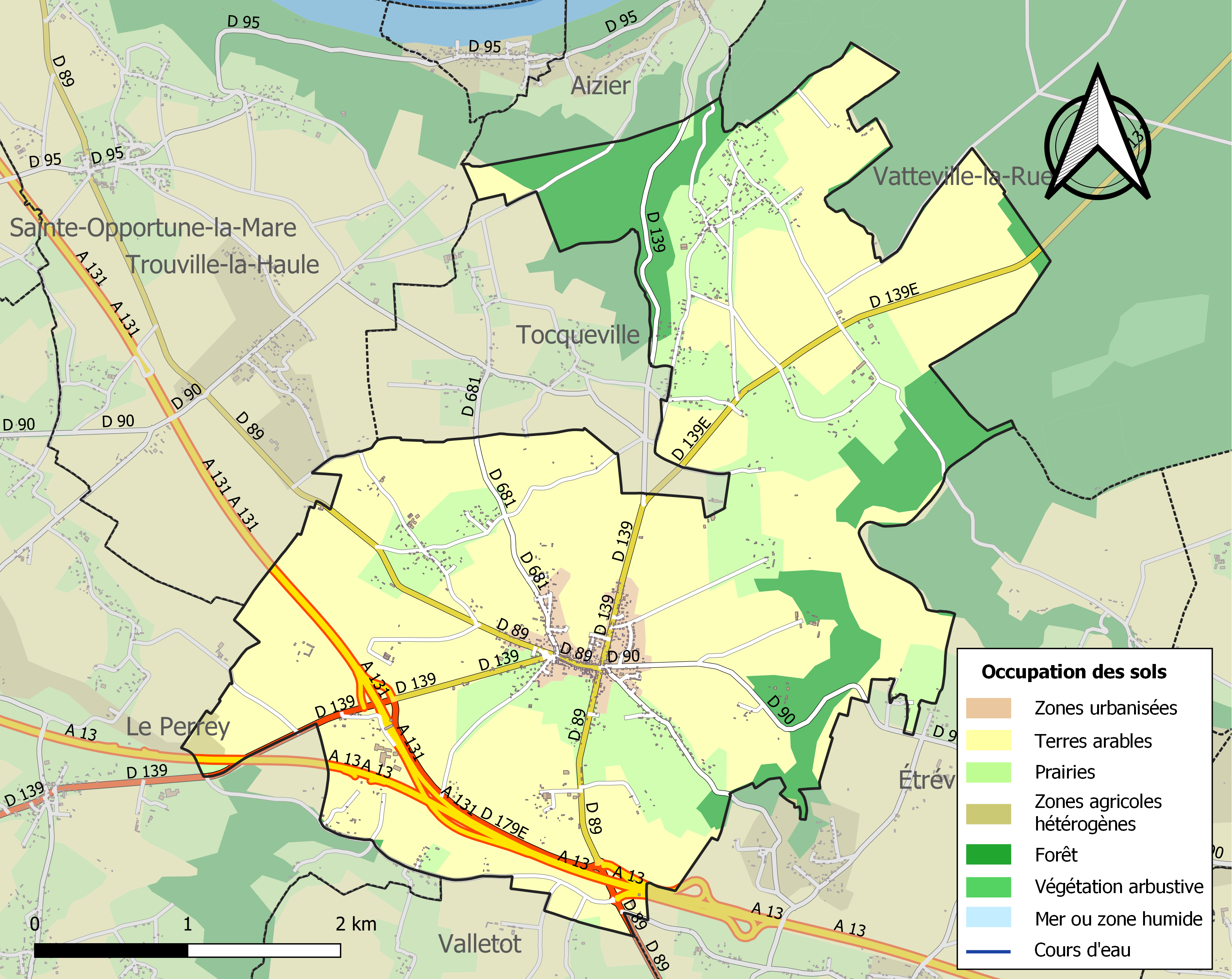
Kaart van de gemeente met belangrijkste infrastructuur, bodemgebruik en omliggende gemeenten